# Braeburn

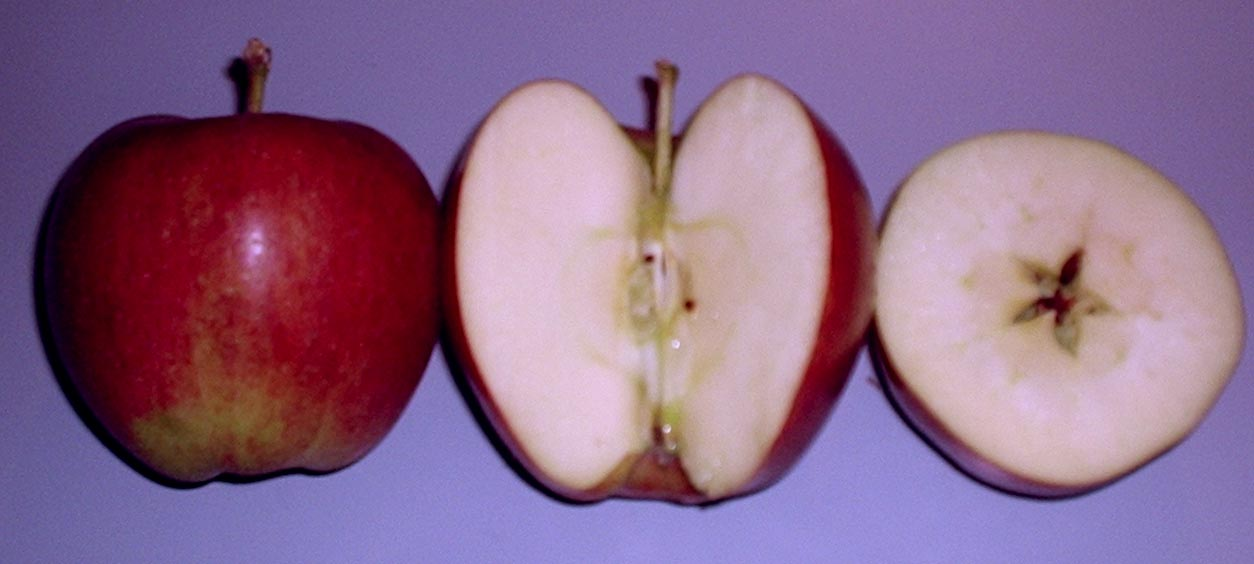

Braeburn is een appelras uit Nieuw-Zeeland.
Het is waarschijnlijk een kruising tussen Granny Smith en Lady Hamilton.
De appels worden van april tot september naar het noordelijk halfrond geëxporteerd.
Deze appel is zeer stevig en heeft een licht zoete smaak. De Braeburn is lang te bewaren zonder dat hij zacht wordt.
De appel kan prima uit de hand gegeten worden, in salades of om mee te bakken. Hij is goed geschikt om appeltaart mee te maken omdat hij weinig vocht verliest.